# Baron FitzWalter
Baron FitzWalter est un ancien titre de la pairie d'Angleterre. Il a été créé le 24 juin 1295 pour Robert FitzWalter (en). Le titre a été créé par décret (en), ce qui signifie qu'il peut être transmis par les lignées masculines et féminines.

## Histoire

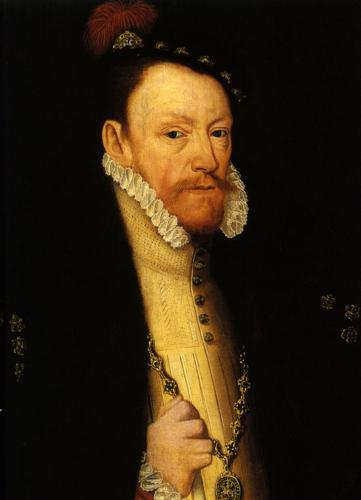
Thomas Radclyffe, 3e comte de Sussex et 12e baron FitzWalter

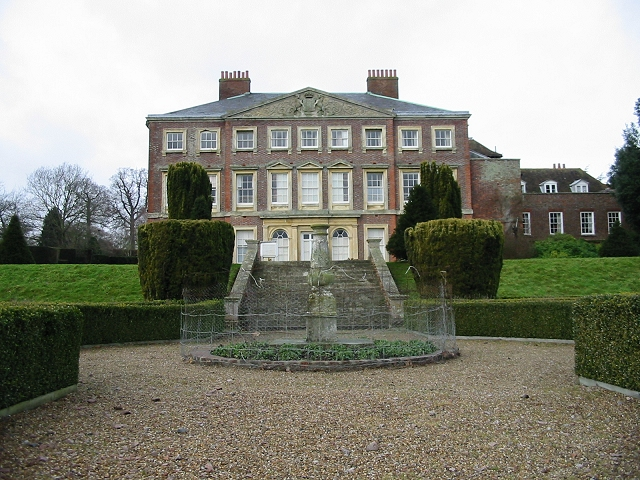
Goodnestone House (Kent)

La baronnie de FitzWalter, l'un des plus anciens titres de la pairie anglaise, a une longue histoire. Le 4e baron était Admiral of the fleet. Le petit-fils du 4e baron, le 6e baron, mourut de dysenterie lors du siège d'Harfleur. Son frère, le 7ebaron, qui était le dernier descendant mâle connu de Rollon de Normandie, lui succéda, ainsi que sa fille et unique enfant, Elizabeth. Elle fut l'épouse de John Radcliffe. Leur fils, le 9e baron, fut arrêté pour trahison en 1495 et déchu de son titre. Cependant, son fils Robert Radcliffe obtint une annulation de l'attainder par un acte du Parlement en 1509 et fut plus tard Lord-lieutenant du Lancashire. Il est créé vicomte FitzWalter en 1525 et comte de Sussex en 1529. Son petit-fils, le 3e comte, a été convoqué à la Chambre des lords en 1553 par le biais d'un writ of acceleration (en) sous le titre de baron FitzWalter de son père. Lord Sussex a ensuite été Lord Deputy d'Irlande. Son frère cadet, le 4e comte, lui succéda. Il avait auparavant représenté Maldon, Hampshire et Portsmouth (en) à la Chambre des communes et avait également été Lord-lieutenant du Hampshire. À sa mort, les titres passent à son seul enfant, le 5e comte. Il fut Lord-lieutenant de l'Essex.
À sa mort en 1629, la baronnie de FitzWalter s'est séparée de la vicomté et du comté. Ces derniers titres ont été hérités par le cousin et héritier mâle du défunt comte, le 6e comte, qui a notamment siégé en tant que member of Parliament pour Petersfield (en), Bedford et Portsmouth. À sa mort en 1643, la vicomté et le comté s'éteignirent. Le droit à la baronnie de FitzWalter fut transmis au cousin et héritier général du 5e comte, Henry Mildmay, 15e baron de jure. Il était le fils de Lady Frances (en), fille unique du 2e comte de Sussex et de sa seconde épouse, Anne Calthorpe (en). Il revendiqua la baronnie en 1641 et 1645, mais échoua à chaque fois et ne fut jamais convoqué à la Chambre des Lords. Son petit-fils Henry Mildmay, 16e baron de jure, revendiqua le titre avec succès en 1660. Cependant, son frère cadet Benjamin Mildmay demanda avec succès la pairie en 1667 et fut convoqué à la Chambre des Lords en tant que 17e baron. En 1730, son fils cadet, le 19e baron, fut créé vicomte de Harwich, dans le comté d'Essex, et comte de FitzWalter, dans la pairie de Grande-Bretagne. Lord FitzWalter a ensuite été président du Board of Trade (en) et a également été Lord-lieutenant de l'Essex.
Cependant, à sa mort en 1756, la vicomté et le comté se sont éteints tandis que la baronnie de FitzWalter est tombée en abeyance (en) entre les filles de Mary, sœur unique des 16e et 17e barons. La pairie est restée en abeyance pendant 168 ans, jusqu'en 1924 (après une pétition adressée à la Chambre des Lords) en faveur de Henry FitzWalter Plumptre, qui est devenu le 20e baron. Il est le fils de John Bridges Plumptre et le petit-fils d'Eleanor, épouse du révérend Henry Western Plumptre et fille de Sir Brook William Bridges, 4e baronnet de Goodneston, descendant de Mary, la sœur des 16e et 17e barons. Le fils aîné de Sir Brook William Bridge, Sir Brook William Bridges, 5e baronnet de Goodneston (en), avait revendiqué sans succès la baronnie en 1842, mais fut créé « Baron FitzWalter », de Woodham Walter dans le comté d'Essex, en 1868.
Le 20e baron est mort sans enfant en 1932 et la pairie est à nouveau mise en abeyance. La suspension prend fin en 1953 en faveur de Fitzwalter Brook Plumptre, le 21e baron. Il est le fils de George Beresford Plumptre, le frère cadet du 20ebaron. En 2017, le titre est détenu par son fils, le 22e baron, qui lui a succédé en 2004.
Le siège de la famille est Goodnestone Park (en). La maison est construite en 1704 par Sir Brook Bridges, 1er baronnet de Goodneston. La maison est entrée dans la famille Plumptre par le mariage de ladite Eleanor Bridges, fille de Sir Brook William Bridges, 4ebaronnet, de Goodneston, avec le révérend Henry Western Plumptre, dont le fils John Bridges Plumptre a hérité de la maison à la mort du dernier baronnet Bridges de Goodneston en 1899.
Les FitzWalter étaient de la même lignée que les de Clare. En supposant qu'ils étaient issus d'une lignée masculine ininterrompue, le 7e baron était le dernier descendant de la maison de Normandie. Par l'intermédiaire des de Balliol, ils sont également liés à l'ancienne lignée saxonne d'Angleterre.

## Baron FitzWalter (1295)
- Robert FitzWalter (1er baron FitzWalter) (en) (1247–1325)[1]
- Robert FitzWalter (de) (vers 1297–1328), 2e baron FitzWalter selon l'usage moderne[1]
- John FitzWalter, 2e (ou 3e) baron FitzWalter (en), fils du précédent (v. 1315–1361)[1]
- Walter FitzWalter, 3e (ou 4e) baron FitzWalter (en) (1345–1386), fils du précédent[1]
- Walter FitzWalter, 4e (ou 5e) baron FitzWalter (en) (1368–1406), fils du précédent[1]
- Humphrey FitzWalter (ru) (1398–1415), (suo jure) 6e baron FitzWalter selon l'usage moderne (jamais appelé au Parlement), fils du précédent[1]
- Walter FitzWalter, 5e (ou 7e) baron FitzWalter (en) (1400–1431), frère du précédent[1]
- Elizabeth FitzWalter (de) (1430–1485), suo jure 8e baronne FitzWalter, fille du précédent, femme de Sir John Radcliffe d'Attleborough[2]
- John Radcliffe, 6e (ou 9e) baron FitzWalter (en) (1452?–1496), fils du précédent[2]
- Robert Radcliffe, 7e (ou 10e) baron FitzWalter († 1542), fils du 6e/9e baron, restauré en 1506 (créé Vicomte FitzWalter en 1525)

### Vicomte FitzWalter (1525)

Armoiries des Radcliffe : D'argent, à la bande engrêlée de sable

- Robert Radcliffe, 1er vicomte FitzWalter, 10e baron FitzWalter († 1542) (créé Comte de Sussex en 1529)

### Comte de Sussex (1529)
- Robert Radcliffe, 1er comte de Sussex, 1er vicomte FitzWalter, 10e baron FitzWalter († 1542)
- Henry Radclyffe, 2e comte de Sussex, 2e vicomte FitzWalter, 11e baron FitzWalter (v. 1506–1557)
- Thomas Radclyffe, 3e comte de Sussex, 3e vicomte FitzWalter, 12e baron FitzWalter (v. 1525–1583)
- Henry Radclyffe, 4e comte de Sussex, 4e vicomte FitzWalter, 13e baron FitzWalter (v. 1530–1593)
- Robert Radclyffe, 5e comte de Sussex, 5e vicomte FitzWalter, 14e baron FitzWalter († 1629) (baronnie dormante)
- Edward Radclyffe, 6e comte de Sussex, 6e vicomte FitzWalter (1559–1643) (jamais baron FitzWalter)

### Baron FitzWalter (1295; inversé)

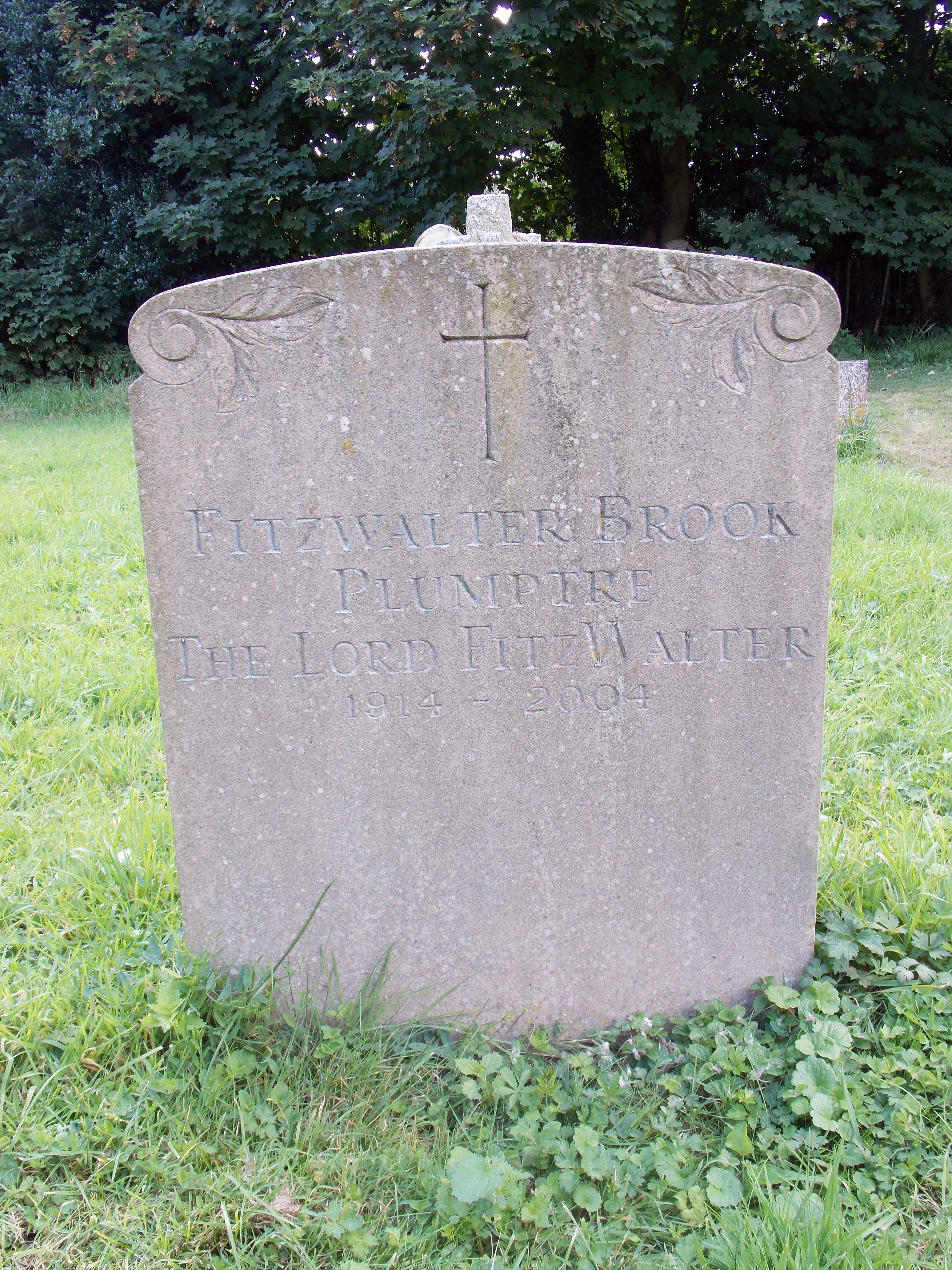
Pierre tombale de Fitzwalter Brook Plumptre dans le cimetière de l'église de la Sainte-Croix, Goodnestone, Kent

- Henry Mildmay, de jure 15e baron FitzWalter (v. 1585–1654)
- Henry Mildmay, de jure 16e baron FitzWalter († 1662)
- Benjamin Mildmay, 17e baron FitzWalter (v. 1646–1679) (confirmé en 1667)
- Charles Mildmay, 18e baron FitzWalter (1670–1728)
- Benjamin Mildmay, 19e baron FitzWalter (1672–1756) (créé Comte FitzWalter en 1730)

### Comte FitzWalter (1730)
- Benjamin Mildmay, 1er comte FitzWalter, 19e baron FitzWalter (1672–1756) (baronnie abeyant en 1756)

### Barons FitzWalter (1295; inversé)
- Henry Fitzwalter Plumptre, 20e baron FitzWalter (1860–1932) (abeyance achevée en 1924 ; abeyant en 1932)
- Fitzwalter Brook Plumptre, 21e baron FitzWalter (1914–2004) (abeyance achevée en 1953)
- Julian Brook Plumptre, 22ebaron FitzWalter (né en 1952)

L'héritier apparent est le fils de l'actuel titulaire, l'honorable Edward Brook Plumptre (né en 1989).

## Barons FitzWalter (1868)
- voir Bridges baronets of Goodneston (en)